# Шарлота Вилхелмина фон Анхалт-Бернбург
Шарлота Вилхелмина фон Анхалт-Бернбург (на немски: Charlotte Wilhelmine von Anhalt-Bernburg; * 25 август 1737 в Бернбург; † 26 април 1777 в Зондерсхаузен) от род Аскани е принцеса от Анхалт-Бернбург и чрез женитба княгиня на Шварцбург-Зондерсхаузен (1760 – 1777).
Тя е дъщеря на княз Виктор Фридрих II фон Анхалт-Бернбург (1700 – 1765) и втората му съпруга принцеса Албертина фон Бранденбург-Швет (1712 – 1750).
Шарлота Вилхелмина се омъжва на 4 февруари 1760 г. в Бернбург за княз Христиан Гюнтер III фон Шварцбург-Зондерсхаузен (1736 – 1794), син на принц Август I фон Шварцбург-Зондерсхаузен и принцеса Шарлота София фон Анхалт-Бернбург. Нейната сестра Христина се омъжва на 27 април 1762 г. за неговия брат Август II.

## Деца
Шарлота Вилхелмина и княз Христиан Гюнтер III фон Шварцбург-Зондерсхаузен имат децата:
- Гюнтер Фридрих Карл I, княз на Шварцбург-Зондерсхаузен, абдакира 1835 г., женен на 23 юни 1799 г. за принцеса Каролина фон Шварцбург-Рудолщат (1774 – 1854)
- Катарина Шарлота Фридерика Албертина (1762 – 1801), омъжена на 11 април 1790 г. за нейния братовчед принц Фридрих Христиан Карл Алберт фон Шварцбург-Зондерсхаузен (1763 – 1791)
- Гюнтер Албрехт Август (1767 – 1833)
- Каролина Августа Албертюна (1769 – 1819), дяконка на Херфорд
- Албертина (1771 – 1829), омъжена на 18 март 1795 г. (развод 3 август 1801) за херцог Фердинанд фон Вюртемберг (1763 – 1834)
- Йохан Карл Гюнтер (1772 – 1842), женен на 5 юли 1811 г. за племенницата си принцеса Гюнтерина фон Шварцбург-Зондерсхаузен (1791 – 1875)